# Orion (groupe)
Pour les articles homonymes, voir Orion.
Orion est un groupe de rock progressif français, originaire de Meaux, en Seine-et-Marne. Il est formé en 1975 par Patrick Wyrembski, Laurent Delenne et Janusz Tokarz. Ils sont influencés, de leur propre aveu, par Gentle Giant, Genesis, King Crimson, Pink Floyd, Camel et Caravan.

## Biographie

### Première phase (1975–1980)
Entre 1975 et 1980, Orion donne régulièrement des concerts dans toute la France en se produisant dans les festivals, maisons des jeunes et de la culture et centres culturels. Il est à l'affiche avec des groupes comme Ange, Atoll, Genesis. Orion se produit en 1978 à la fête de l'Humanité ainsi qu'au 50e anniversaire de la Jeunesse ouvrière chrétienne. Le groupe est souvent programmé au Golf Drouot où il remporte pour les 20 ans du Golf le Tremplin d'or. Malgré de bonnes critiques de la presse et un public nombreux, passionné et fidèle présent lors de leurs prestations,,, le groupe n'arrive pas à trouver de maison de disques excepté un contrat d'essai chez Phonogram qui ne sera jamais finalisé. À partir de 1977 le rock progressif est en déclin avec l'arrivée du mouvement punk et de la « new wave ». Les majors suivent la mode du moment.
En 1977, un 45 tours deux titres est produit Folie et Il faut aimer ou mourir. Il se vend à près de 10 000 exemplaires. Il sera suivi d’un album en 1979 : La nature vit, l’homme lui critique distribué par Oxygene. Ce vinyle est devenu un collector très recherché. Sa côte sur le web se situe entre 100 et 500 dollars selon le pays et l'état du disque. Le label Musea réédite cet album sur CD avec une nouvelle pochette en 1993. Celui-ci bénéficie de très bonnes critiques de la presse spécialisée notamment au Japon, aux États-Unis, en Angleterre, Italie, Allemagne, Israël,,,. Orion est cité comme l'un des groupes français des plus inventifs des années 1970, sa musique est comparée à celle de Ange, Camel, E.L.P, King Crimson, Styx, et Kansas. mais se situe quelque part entre tous ces groupes avec son propre style,.
Au début de 1980, le groupe retourne en studio pour enregistrer le second album qui restera inachevé et jamais commercialisé.

### Retour (depuis 2011)
Patrick Wyrembski et Janusz Tokarz (membres fondateurs du groupe) reprennent du service en 2011 en récupérant les bandes magnétiques des enregistrements réalisés en 1980. Après avoir réussi à les restaurer et à les numériser, avec la collaboration de Philippe Besombes du studio Versailles Station, l'album Mémoires du temps est entièrement remixé et arrangé. Il sort le 9 décembre 2013 sur le label Musea,,,. Après ce deuxième opus salué par la  critique l'aventure continue.Le groupe revient avec un troisième album La Face visible toujours chez Musea (sortie annoncée pour août 2015). Il s'agit d'un album-concept inspiré par leur propre histoire sur le thème du Rideau de Fer symbolisé par le mur de Berlin. Un album qui dénonce le totalitarisme en général et sensibilise au bien précieux que représente la liberté d'expression.Ce disque bénéficie à nouveau de très bonnes critiques notamment en France, Belgique, et au Canada,,.
En novembre 2017, Orion sort son quatrième album intitulé Le Survivant. Un album-concept qui parle de la pollution, du réchauffement  climatique, des lobbies qui mènent le monde et des intérêts économiques qui prédominent . Un disque puissant avec des textes engagés.Entouré  de la même  équipe,  présente sur le troisième opus,  le groupe fait appel à d’autres musiciens reconnus pour leur talent dans le monde du jazz mais aussi dans divers styles musicaux : Paul Cribaillet au piano,Emmanuel Della Torre, Eric Halter à la basse/contrebasse, Cédric Affre à la batterie.
Après le très réussi "Le Survivant" qui bénéficie de critiques élogieuses,le groupe sort en septembre 2019 son cinquième album "Virtual Human". Avec l'arrivée d'un nouveau chanteur Jérôme Nigou, Orion opère un virage à 180 degrés dans un style musical novateur, inspiré de prog-jazz, prog-soul. Dès sa sortie l'album est classé numéro un durant douze semaines en Belgique sur le site Music in Belgium. Le groupe bénéficie du soutien de la Grosse Radio, la chanson T.O.W.U est sélectionnée sur la playlist rock de la station et sera diffusée régulièrement pendant plusieurs mois.
En septembre 2020, Orion fête ses quarante cinq ans avec la sortie d'un Best of 1975-2020)

## Membres

### Membres actuels
- Patrick Wyrembski - basse, guitare acoustique (1975-1980, depuis 2011)
- Janusz Tokarz - claviers, chant (1975-1980, depuis 2011)
- Pierre Jean Horville - guitares  (depuis 2015)

### Musiciens invités
- Paul Cribaillet - piano
- Emmanuel Della Torre - paroles, voix
- Eric Halter - basse, contrebasse
- Cédric Affre - batterie
- Jérôme Nigou - chant

### Anciens membres
- Franck Mamosa - guitare, chœurs (1975-1980)
- Michel Rousseaux - batterie (1975-1979)
- Laurent Delenne - chant, guitare, flûtes (1975-1980)
- Jean-Philippe Mamosa - claviers (1979-1980)
- Pascal Vatier - batterie (1979-1980)
- Michel Taran - synthétiseur (2011-2018)
- Alain Pierre - guitare (2011-2018)

## Discographie

### Albums studio
- 1979 : La Nature vit, l'homme lui critique...  (Oxygen, réédité en 1993 par Musea)
- 2013 : Mémoires du temps (Musea)
- 2015 : La Face visible (Musea)
- 2017 : Le Survivant (Musea)
- 2019 : Virtual Human (Musea)
- 2020 : Best of 1975-2020 (Patjaprog/Musea)

### Singles
- 1977 : Folie

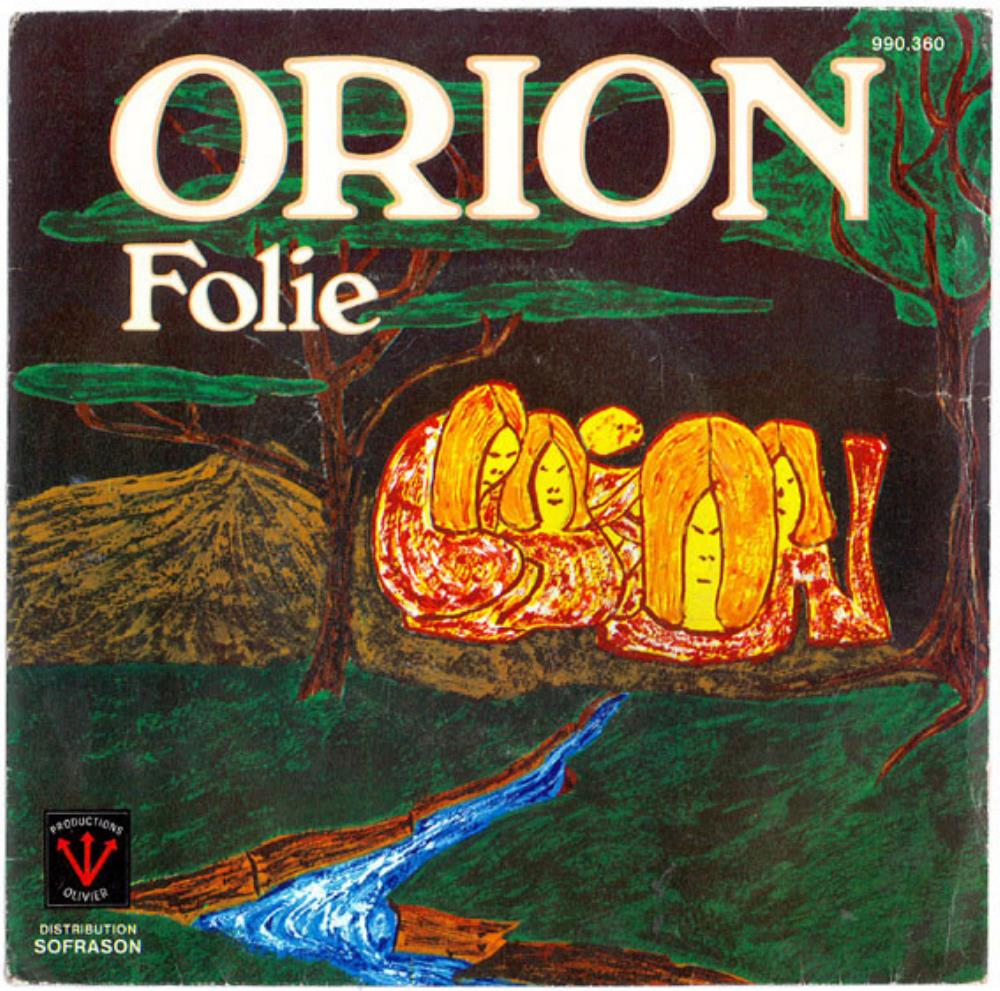
Pochette du 45 tours Folie.

- 1977 : Il faut aimer ou mourir (Sofrason/Decca)

### Autres enregistrements
- 1994 : 70 minutes de rock progressif français
- 1994 : Orion Le monde invivable (Musea)[Quand ?]